# Coppa del Mondo di skeleton 2008
La Coppa del Mondo di skeleton 2007/08, ventiduesima edizione della manifestazione organizzata dalla Federazione Internazionale di Bob e Skeleton, è iniziata il 29 novembre 2007 a Calgary, in Canada e si è conclusa l'8 febbraio 2008 a Winterberg, in Germania. Furono disputate diciassette gare: otto per quanto concerne gli uomini, altrettante per le donne e una a squadre miste in sette località diverse.
Questa Coppa del Mondo si è svolta come di consueto in parallelo alla Coppa del Mondo di bob.
Nel corso della stagione si tennero anche i campionati mondiali di Altenberg 2008, in Germania, competizioni non valide ai fini della Coppa del Mondo, mentre la tappa di Cesana Torinese (gara 2) assegnò anche i titoli europei.
Vincitori delle coppe di cristallo, trofeo conferito ai vincitori del circuito, furono il britannico Kristan Bromley per gli uomini, al suo secondo alloro dopo quello vinto nel 2003/04 e la statunitense Katie Uhlaender per le donne, la quale riconfermò il titolo conquistato nella stagione precedente.

## Risultati

### Uomini
| Data             | Località                 | Primi classificati          | Secondi classificati        | Terzi classificati         |
| ---------------- | ------------------------ | --------------------------- | --------------------------- | -------------------------- |
| 29 novembre 2007 | Calgary                  | Paul Boehm Canada           | Kristan Bromley Regno Unito | Jon Montgomery Canada      |
| 6 dicembre 2007  | Park City                | Zach Lund Stati Uniti       | Eric Bernotas Stati Uniti   | Anthony Sawyer Regno Unito |
| 14 dicembre 2007 | Lake Placid              | Eric Bernotas Stati Uniti   | Jon Montgomery Canada       | Zach Lund Stati Uniti      |
| 17 gennaio 2008  | Cesana Torinese (gara 1) | Jon Montgomery Canada       | Anthony Sawyer Regno Unito  | Adam Pengilly Regno Unito  |
| 18 gennaio 2008  | Cesana Torinese (gara 2) | Zach Lund Stati Uniti       | Kristan Bromley Regno Unito | Eric Bernotas Stati Uniti  |
| 25 gennaio 2008  | Sankt Moritz             | Kristan Bromley Regno Unito | Zach Lund Stati Uniti       | Eric Bernotas Stati Uniti  |
| 2 febbraio 2008  | Schönau am Königssee     | Florian Grassl Germania     | Kristan Bromley Regno Unito | Tomass Dukurs Lettonia     |
| 8 febbraio 2008  | Winterberg               | Martins Dukurs Lettonia     | Frank Rommel Germania       | Florian Grassl Germania    |

### Donne
| Data             | Località                 | Prime classificate          | Seconde classificate         | Terze classificate           |
| ---------------- | ------------------------ | --------------------------- | ---------------------------- | ---------------------------- |
| 29 novembre 2007 | Calgary                  | Michelle Kelly Canada       | Mellisa Hollingsworth Canada | Amy Williams Regno Unito     |
| 6 dicembre 2007  | Park City                | Michelle Kelly Canada       | Katie Uhlaender Stati Uniti  | Amy Williams Regno Unito     |
| 14 dicembre 2007 | Lake Placid              | Katie Uhlaender Stati Uniti | Michelle Kelly Canada        | Carla Pavan Canada           |
| 17 gennaio 2008  | Cesana Torinese (gara 1) | Kerstin Jürgens Germania    | Michelle Kelly Canada        | Anja Huber Germania          |
| 18 gennaio 2008  | Cesana Torinese (gara 2) | Katie Uhlaender Stati Uniti | Anja Huber Germania          | Svetlana Trunova Russia      |
| 25 gennaio 2008  | Sankt Moritz             | Katie Uhlaender Stati Uniti | Carla Pavan Canada           | Mellisa Hollingsworth Canada |
| 1 febbraio 2008  | Schönau am Königssee     | Katie Uhlaender Stati Uniti | Kerstin Jürgens Germania     | Marion Trott Germania        |
| 8 febbraio 2008  | Winterberg               | Michelle Kelly Canada       | Anja Huber Germania          | Katie Uhlaender Stati Uniti  |

### A squadre
| Data             | Località             | Prima classificata                                                                                      | Seconda classificata                                                                       | Terza classificata                                                                                |
| ---------------- | -------------------- | --- | ------------------------------------------------------------------------------------------ | ------------------------------------------------------------------------------------------------- |
| 16 dicembre 2007 | Lake Placid          | non disputata                                                                                           | non disputata                                                                              | non disputata                                                                                     |
| 3 febbraio 2008  | Schönau am Königssee | Germania Michi Halilovic Cathleen Martini Inga Renker Julia Eichhorn Thomas Florschütz Christoph Heyder | Svizzera Daniel Mächler Maya Bamert Marina Gilardoni Jessica Kilian Ivo Rüegg Tommy Herzog | Stati Uniti Matthew Antoine Jamia Jackson Emily Azevedo Annie O'Shea John Napier Charles Berkeley |

## Classifiche

### Uomini
| Pos. | Nome pilota     | Nazione       | CAL | PKC | LAK | CES-1 | CES-2 | STM | KÖN | WIN | Punti |
| ---- | --------------- | ------------- | --- | --- | --- | ----- | ----- | --- | --- | --- | ----- |
| 1    | Kristan Bromley | Regno Unito   | 2   | 4   | 5   | 6     | 2     | 1   | 2   | 6   | 1583  |
| 2    | Jon Montgomery  | Canada        | 3   | 5   | 2   | 1     | 9     | 4   | 10  | 2   | 1517  |
| 3    | Zach Lund       | Stati Uniti   | 11  | 1   | 3   | 5     | 1     | 2   | 5   | 9   | 1516  |
| 4    | Eric Bernotas   | Stati Uniti   | 5   | 2   | 1   | 8     | 3     | 3   | 18  | 5   | 1443  |
| 5    | Martins Dukurs  | Lettonia      | 7   | 1   | 4   | 7     | 7     | 6   | 11  | 1   | 1369  |
| 6    | Anthony Sawyer  | Regno Unito   | 12  | 3   | 8   | 2     | 6     | 9   | 9   | 10  | 1322  |
| 7    | Markus Penz     | Austria       | 6   | 6   | 16  | 17    | 18    | 7   | 4   | 7   | 1144  |
| 8    | Florian Grassl  | Germania      | 19  | 23  | 15  | 10    | 8     | 5   | 1   | 3   | 1141  |
| 9    | Adam Pengilly   | Regno Unito   | 4   | 11  | 10  | 3     | 5     | 17  | 6   | -   | 1120  |
| 10   | Ben Sandford    | Nuova Zelanda | 8   | 10  | 7   | 16    | 9     | 27  | 17  | 4   | 1032  |

### Donne
| Pos. | Nome pilota           | Nazione     | CAL | PKC | LAK | CES-1 | CES-2 | STM | KÖN | WIN | Punti |
| ---- | --------------------- | ----------- | --- | --- | --- | ----- | ----- | --- | --- | --- | ----- |
| 1    | Katie Uhlaender       | Stati Uniti | 7   | 2   | 1   | 4     | 1     | 1   | 1   | 3   | 1670  |
| 2    | Michelle Kelly        | Canada      | 1   | 1   | 2   | 2     | 6     | 9   | 6   | 1   | 1599  |
| 3    | Mellisa Hollingsworth | Canada      | 2   | 5   | 4   | 8     | 7     | 3   | 9   | 4   | 1458  |
| 4    | Kerstin Jürgens       | Germania    | 4   | 9   | 10  | 1     | 4     | 10  | 2   | 5   | 1443  |
| 5    | Anja Huber            | Germania    | 6   | 6   | 19  | 3     | 2     | 11  | 4   | 2   | 1374  |
| 6    | Carla Pavan           | Canada      | 8   | 4   | 3   | 15    | 10    | 2   | 8   | 9   | 1322  |
| 7    | Amy Williams          | Regno Unito | 3   | 3   | 6   | 5     | 8     | 22  | 5   | 8   | 1320  |
| 8    | Emma Lincoln-Smith    | Australia   | 9   | 14  | 7   | 7     | 9     | 8   | 14  | 13  | 1144  |
| 9    | Marion Trott          | Germania    | 11  | 15  | 9   | 14    | 16    | 5   | 3   | 10  | 1128  |
| 10   | Michelle Steele       | Australia   | 5   | 8   | 16  | 11    | 14    | 6   | 10  | 14  | 1120  |